# サフォークの包囲戦
座標: 北緯36度45分32.8秒 西経76度35分12.1秒 / 北緯36.759111度 西経76.586694度
サフォークの包囲戦（サフォークのほういせん、英: Siege of Suffolk）は、南北戦争3年目の1863年4月11日から5月4日、バージニア州サフォーク周辺で戦われた戦闘である。

## 背景

### 南軍の動き
1863年、ジェイムズ・ロングストリート中将が南軍バージニア州およびノースカロライナ州方面軍指揮官となった。ロングストリートは4つの目標を与えられた。すなわち第1に首都リッチモンド市を守ること、第2に必要とされれば、またそのようなときにロバート・E・リーの北バージニア軍を支援すること、第3に南軍のために物資を徴発し供給すること、第4にもし可能ならばサフォークの北軍守備隊を捕獲すること、だった。ロングストリートは北バージニア軍とノースカロライナ州から3個師団を得た。

### 北軍の防衛
北軍はジョン・J・ペック少将がサフォーク守備隊を指揮しており、その部隊はジョン・アダムズ・ディクス少将のバージニア方面軍に属していた。その守備隊はマイケル・コーコラン准将の第7軍団の1個師団で構成されていた。ロングストリート軍が近づいてくると、ジョージ・W・ゲティ指揮下の第9軍団から1個師団、ワシントンD.C.守備軍からさらに1個師団が貸し出された。海軍代将サミュエル・P・リーも海からの支援のために北大西洋封鎖戦隊から2個船隊を貸した。ペックはサフォークの防衛線を市を取り巻く大まかな円形にした。南西部の前線はロバート・サンフォード・フォスター大佐、南東部の前線はチャールズ・C・ドッジ准将、北西部の前線はヘンリー・ドワイト・テリー准将、北東部の前線はアーサー・H・ダットン大佐の指揮とした。コーコランが南部の前線を監督し、ゲティが北側の前線を監督した。川の防御は海軍に任せた。ペックは、東側の側面がグレート・ディズマル湿地で守られ、西側の側面がナンスモンド川に守られるという、自然の地形を生かした要害にしていた。海軍の2個船隊は、ロスウェル・ラムソンとウィリアム・B・クッシング両大尉が指揮していた。

## 包囲戦
ロングストリート軍は4月11日にサフォークに向かい、ナンスモンド川を渡り、幾つか前哨基地を占領し、騎兵連隊を潰走させた。しかし、ペック将軍がすばやく守備を固めたので、ミカ・ジェンキンス准将の旅団が先導する南軍前衛部隊は守備隊を攻撃せずに、ナンスモンド川の西岸で塹壕を掘ることにした。
ペックは南部の前線が最も激しく攻撃されると考え、川を守っていた歩兵の大半を引き上げさせて南面支援に回したので、川の防衛はほとんど海軍に任せることになった。ロングストリート軍は実際に南面を最初に叩いた。南軍ジョージ・ピケットの師団が、フォスターとドッジの前線に探りを入れ、前哨線の中に入った。南軍の偵察の結果、北軍の防御工作が強力であり、前面攻撃は不可能であると分かった。翌日、フォスター隊が出撃して失っていた前哨線を再度確保した。その後の数日間で、ピケットはコーコランの前線を探り、その弱点を見つけようとした。ピケットはディズマル湿地にまで偵察部隊を送り、側面攻撃ができる経路を探ったが、その考えは捨てた。ロングストリートは直ぐに南部前線を攻撃しても無益であると判断し、守備が軽い川に沿った面に回り込みが必要と考えた。ペックとロングストリート双方の注意が北に向けられたので、南部前線での戦闘が収まった。
ジョン・ベル・フッド少将の指揮する南軍の2番目の師団が、川の西岸でサフォーク市の上流と下流に動いて塹壕線を布いた。フッドの歩兵が上流にいるラムソン大尉の船隊を認め、それは容易な標的になったが、歩兵だけで川を制することができないのは明らかだった。

### ノーフリート・ハウス
南軍はナンスモンド川上流の問題を解決するためにナンスモンド川下流、ハンプトン・ローズ近くにあった昔の砦、フーガー砦跡に砲台を構築して（後にヒルズポイント砲台と呼ばれた）、さらにサフォークの直ぐ下流、川の曲り目で、ノーフリート家が所有する農園近くに、第2の砲台を設置した。
4月14日、ラムソン船隊の水兵が川の崖下で新しい泥を発見し、砲台が建設されている明らかな印だと判断した。これはノーフリート・ハウス砲台の工事のものであり、ラムソンの艦船が砲撃した。この攻撃でUSSマウント・ワシントンが座礁し、動けなくなった。潮が高くなったときにUSSステッピング・ストーンズがマウント・ワシントンの離礁を助けた。砲艦の離礁は成功したが、海軍だけで川沿いを守ることができないのが明らかとなり、川で砲艦を利用することについて、ディクス将軍と、リー提督の間の内紛が始まった。ディクスは砲艦の利用を主張したが、リーは砲艦の安全性について疑問を持つようになった。
この時点で、ペックは川沿いから歩兵を退かせた誤りに気付いた。ゲティ将軍が直ぐに川に兵士を配置し、防衛のための砲台建設に取り掛かった。ゲティは川の東岸、ノーフリート・ハウス砲台の対岸にモリス砲台とキンボール砲台を建設した。4月15日、ゲティは砲撃を開始し、3時間の砲撃戦の後に南軍の大砲が沈黙した。この戦闘で、北軍の陸軍と海軍合わせて5名が戦死し、16名が負傷、1名が不明となった。
ラムソンとクッシングはこの障壁がもはや脅威にはならないことを知らされた。しかし、ラムソンとリーは川の安全性について懐疑的なままだった。ディクスとリーの間の議論は悪化し、最終的にはホワイトハウスまで届いた。陸軍と海軍の高官レベルの意見の食い違いが、ゲティとラムソンという低レベルの協業で反論されることになった。

### ヒルズポイント
ノーフリート・ハウス砲台が沈黙すると、川沿いで次の大きな障害は旧フーガー砦に近いヒルズポイントに構築された砲台であり、ナンスモンド川の西支流が本流に合流する所にあった。ゲティの軍が川の対岸にスティーブンス砲台を構築した。ラムソンの水兵が4月17日早朝にヒルズポイントに対して夜襲を掛けたが、南軍哨兵隊に撃退された。ハザード・スティーブンス大尉（アイザック・スティーブンス将軍の息子）がゲティの参謀におり、南軍砲台に夜襲を掛けても失敗すると言っていた。ヒルズポイントの南軍にはロバート・ストリブリング大尉の下に59名の砲兵が5門の大砲を操作していた。デイビッド・ボーズマン大尉が歩兵2個中隊を指揮してこれを支援していた。スティーブンスとゲティは川の対岸にある木陰から南軍の砲台を観察した後、攻撃の時刻を午後6時に決めた。これは攻撃するには十分な日の光があるが、反撃するにはもう暗くなってしまう時刻だった。
4月19日朝、ラムソン、クッシング、およびゲティが全てヒルズポイントに向けて砲撃を開始した。午後5時、ゲティは270名の古参兵を集め、ラムソンのステッピング・ストーンズに乗船させ、歩兵を隠すために帆布で覆った。ゲティが自ら部隊を率い、ラムソンが海軍と砲兵隊を指揮した。この作戦は、砲艦がまず下流に向かい（南軍に砦の下を通り過ぎようとしていると思わせるつもりだった）、砦の直ぐ上流で歩兵を上陸させ、砦の側面と背面に殺到させるというものだった。
この作戦は円滑に進行した。上陸地点から300ヤード (270 m) になって、帆布が取り去られ、歩兵が現れた。残り30フィート (9 m) まで来て、ステッピング・ストーンズが川中の見えていなかった障害物に座礁して停まった。北軍の歩兵は露出した甲板に立っており、川岸とを隔てる30フィートはその水深が分かっていないままだった。北軍にとって幸運だったのは、南軍のボーズマン隊がその配置に居なかったことだった（早くから続いた北軍の砲撃を逃れていた可能性が強い）。スティーブンス大尉が手本を示すために兵士を押し分けて水中に飛び降り、歩いて岸に上がった。この手本を見た兵士100名が、ライフル銃を頭上にかざして濡れないようにしながら続いた。一方ラムソンは冷静であり、砲艦を操作して岸に近づけ、残っていた歩兵が榴弾砲を陸揚げできるようにした。スティーブンスと最初の100名の歩兵は銃剣を装着し、砦側面に殺到した。その他の歩兵は砦背面に回った。ストリブリング隊が砲台の大砲を攻撃部隊に向けている間に、ボーズマンの歩兵隊が現れた。ゲティの歩兵隊は1発の銃弾も放たないうちに砦に到達した。ヒルズポイントの全守備隊が、北軍歩兵隊が上陸してから10分間以内に降伏した。攻撃隊が発砲しなかったので、南軍には負傷者も戦死者も出なかったが、130名全員が捕虜になった。ゲティの隊は3名が戦死し、10名が負傷した。ラムソンの隊には損失が無かったが、クッシングの隊は朝の砲撃戦で3名が戦死し、1名が負傷した。この砲台には、ストーンウォール・ジャクソンが前年のハーパーズ・フェリーの戦いで捕獲した大砲が置かれていた。
ゲティは素早く動いて、予想される反撃に対してその陣地を強化させた。ラムソンが榴弾砲を砲台に上げさせ、クッシングが時折、周辺の森の中に砲弾を撃ち込ませて南軍兵が近寄れないようにしていた。その夜遅く、南軍のジョン・K・コナリー大佐が経験の足りないノースカロライナ兵を連れてきた。コナリーは前進を続けさせて、闇の中で見えない敵を攻撃させることに注意してから、兵士を伏せさせた。コナリーの兵士の中に心配性の者がいて、発砲したために暗闇の中でその居場所を知らせることになった。ゲティが正確な銃撃を返した。一方このとき南軍のイベンダー・ローが到着して、コナリーに撤退を命じた。ロングストリートの第3師団長であるサミュエル・G・フレンチ少将が到着し、それ以上ゲティ隊に攻撃を行わないように判断した。ゲティは北軍が敵の領域内である川向うの孤立した陣地に留まるのは愚かなことだと考えていた。コナリー隊はこの戦闘で11名が負傷し、1名が不明となった。
翌日、フッド将軍が偵察を行ったが、ゲティは動かずにその陣地を改良し、強化していた。ダットン大佐がサフォーク守備隊から呼ばれて、このとき1,000名が駐屯していたヒルズポイントの指揮官となった。4月21日、ゲティは長く検討した後にヒルズポイントを放棄することに決めた。南軍はその陣地を再占領したが、もはや脅威にはならなかった。

## 包囲戦の中止
ラムソンは北軍がヒルズポイントから撤退したことでがっかりし、砲艦をナンスモンド川から退かせたが、ゲティと交渉して、哨兵をヒルズポイントに送ることができるならば、砲艦を戻すと約束した。ゲティの歩兵隊が川を渡って3度攻撃したが、その度に撃退された。
ロングストリートは北軍守備隊に対して正面攻撃を行うよりも包囲戦を行うことで譲歩していたが、その間にブラックウォーター地域で食料調達を行わせるのは大いに成功した。サフォークはワシントンD.C.に近いこともあり、総司令官のヘンリー・ハレックや国務長官のウィリアム・スワードがサフォーク守備隊を訪問することが可能だった。スワードはサフォークで1泊すらしており、ペックはその砦の1つに、それを記念する改名をおこなった。
最終的に4月30日、ラムソンの水兵がヒルズポイントに上陸して前哨線を張った。しかし、この頃にロングストリートは、ジョセフ・フッカー少将の指揮する北軍が北バージニアで動いているという情報を受け取るようになっていた。ロングストリートはリー軍を補強するために呼び出されるものと想定したが、まだこのときは命令が来ていなかった。ペックも北軍の動きを知らされており、フッカーには、ロングストリート軍をサフォークに釘付けにできると保証していた。5月1日、チャンセラーズヴィルの戦いの初日、フッカーはロングストリートがリー軍に加わっていたとペックに主張し、ペックはロングストリートがサフォークを離れていなかったと主張した。この時までに、ロングストリートのどの部隊もリー軍の元に戻ってはいなかったが、食料徴発部隊の荷車が北への移動を始めていた。このときリーとフッカーは大会戦を戦っていたが、ロングストリートは、荷車が安全だと分かるまで撤退はしないと、リッチモンドに伝えていた。5月3日、撤退命令が出た。5月3日早朝、ゲティの師団がローのアラバマ連隊を攻撃し、南軍塹壕の第1線を占領した。この戦闘で比較的多い損失を出した。その日遅くまでロングストリートはその撤退作戦を続けることを決めた。コーコランの前衛部隊が、撤退するピケット隊を追跡したが、後退する南軍に追いつけなかった。5月9日までにロングストリート軍はフレデリックスバーグ近くでリー軍と合流した。

## 包囲戦の後
ロングストリートは最初に与えられた目標4つのうち2つに成功した。すなわち食料調達とリッチモンド防御だった。ロングストリートが全く達成できなかった目標はサフォークの北軍守備隊を捕まえることだった。一方で、北軍のこの作戦における目標はサフォークを保持することであり、それは達成された。しかし、ペックはサフォーク防衛に掛かりきりとなり、ロングストリートの食料調達を妨げることができなかった。両軍がその主要な目標を幾つか達成したと言うことができる。ペックはそのサフォーク防衛に関してディクスから称賛された。サフォークに対する作戦はロングストリートが初めて独立した指揮を執った経験となった。